# Gubana
La gubana (gubanca, en dialecte bénécien, le dialecte slovène des vallées du Natisone ; gubane en frioulan) est un dessert, produit agroalimentaire traditionnel italien des vallées du Natisone (province d'Udine, en région autonome du Frioul-Vénétie Julienne), qui est préparé en période de grande fête (Noël, Pâques) ou lors d'occasions spéciales comme les mariages et les sagra. 
Depuis 1990, un Consortium pour la protection de la marque Gubana protège les producteurs de la zone de production spécifique et dicte des règles précises et les ingrédients pour sa préparation.

## Description
La gubana a une forme de spirale, un diamètre d'environ 20 cm et est à base de pâte levée sucrée, avec une garniture de noix, raisins secs, pignons, sucre, zestes de citron et d'orange. La pâte est cuite au four et peut être aromatisée avec de la grappa frioulane,,.

## Origines
Le dessert est connu depuis 1409 lorsqu'il est servi lors d'un banquet préparé à l'occasion de la visite du pape Grégoire XII à Cividale del Friuli, comme en témoigne le pape vénitien lui-même. 
Se référant à la forme du gubana, la dérivation du nom est susceptible d'être du slovène guba, qui signifie « pli » ; une autre référence à son origine est donnée par la présence du patronyme « Gubana » dans les vallées du Natisone. 
Selon certains, la putizza (en slovène, potica), une friandise typique de Slovénie, correspondrait grossièrement à la gubana. Selon certaines interprétations ethno-gastronomiques, la gubana n'est rien d'autre que la variante bénécienne de la putizza slovène ; cette thèse serait étayée par le fait que dans de nombreuses régions de l'ouest de la Slovénie (dans les municipalités de Miren-Kostanjevica, Šempeter-Vrtojba, Brda et dans certaines zones rurales des municipalités de Nova Gorica et Canale d'Isonzo), le nom traditionnel de la putizza est guban' ca (de gubanica, diminutif de gubana). De plus, un nom similaire, gibanica ou gubanica, est utilisé pour le dessert traditionnel de Prekmurje, qui a cependant des propriétés différentes. Selon d'autres, le gubana est originaire des vallées de Natisone.
Le presnitz de Trieste est également semblable à la gubana ; il diffère par la forme, qui est en fer à cheval et non en spirale, par le type de pâte qui est feuilletée, beaucoup plus fine dans le presnitz, et par le type de garniture. Le presnitz, qui signifie « tourbillon », n'a pas une forme en spirale, mais est en ligne. À Cividale, un dessert appelé gubanetta est également produit, très similaire à la gubana, mais avec une plus petite taille et un diamètre d'environ 7 cm. Les strucchi sont également fabriqués avec la même garniture que la gubana.